# Clinocera nigra
Clinocera nigra är en tvåvingeart som beskrevs av Johann Wilhelm Meigen 1804. Clinocera nigra ingår i släktet Clinocera och familjen dansflugor. Arten är reproducerande i Sverige. Inga underarter finns listade i Catalogue of Life.